# 烏馬奇里區
烏馬奇里區（西班牙語：Distrito de Umachiri），是秘魯的一個區，位於該國東南部普諾大區的梅爾加省，面積323.56平方公里，海拔高度3,904米，2005年人口4,592，人口密度每平方公里14人。